# EHF Passau
Le EHF Passau est un club professionnel allemand de hockey sur glace basé à Passau. Il évolue en Oberliga, le troisième échelon allemand.

## Historique
Le club est créé en 1994.

### Palmarès
- Aucun titre.